# Sascha Lehmann
Pour les articles homonymes, voir Lehmann.
Sascha Lehmann, né le 3 février 1998, est un grimpeur suisse spécialiste de l'escalade de difficulté.

## Biographie
Sascha Lehmann est médaillé de bronze en difficulté aux  Championnats d'Europe d'escalade 2019 à Édimbourg.
Il remporte aux Championnats d'Europe d'escalade 2020 à Moscou la médaille d'or en difficulté et la médaille d'argent en combiné.

## Palmarès

### Jeux mondiaux
- 2022 à Birmingham,  États-Unis
  -  Médaille d'or en difficulté

### Championnats d'Europe
- 2020 à Moscou
  -  Médaille d'or en difficulté
  -  Médaille d'argent en combiné
- 2019 à Édimbourg
  -  Médaille de bronze en difficulté

### Coupe du monde
- 2019 à Villars
  -  Médaille d'or en difficulté
- 2021 à Innsbruck
  -  Médaille de bronze en difficulté
- 2022 à Koper
  -  Médaille d'argent en difficulté
- 2023 à Innsbruck
  -  Médaille d'or en difficulté